# Integrovaný dopravní systém Pardubického kraje
Integrovaný dopravní systém Pardubického kraje (IDS Pk) fungoval od 1. února 2008 do 10. prosince 2011 v Pardubickém kraji na území okresů Pardubice a Chrudim Okres Pardubice byl zaintegrován k 1. únoru 2008 a okres Chrudim k 14. prosinci 2008.
Cílem integrace bylo dosáhnout propojení příměstské a městské dopravy na celém území kraje (veřejná silniční linková doprava, městská hromadná doprava, železniční doprava), koordinace jízdních řádů a sjednocení tarifů na tarif zónový. Organizátorem systému byl zpočátku přímo Pardubický kraj a jeho krajský úřad. Od 1. října 2010 organizaci systému na základě výběrového řízení převzala společnost OREDO s. r. o., tehdy vlastněná pouze Královéhradeckým krajem, do níž pak v lednu 2011 vstoupil i Pardubický kraj.
Podle původních představ měl IDS Pk v prosinci 2010 pokrýt území celého kraje, toto rozšíření však bylo odloženo až do data přechodu na následnický systém IREDO. Integrovaný dopravní systém Pardubického kraje zanikl dne 11. prosince 2011 začleněním do systému IREDO, který byl k tomuto dni rozšířen na Pardubický kraj.

## Linky a dopravci
Do systému byly zahrnuty regionální autobusové linky zahrnuté do závazku veřejné služby a MHD v Chrudimi, částečně (pro časové jízdenky) též osobní a spěšné vlaky Českých drah na území Pardubického kraje a systémy MHD v Pardubicích.
České dráhy a. s. byly do systému zapojeny částečně, na jejich spojích platily pouze časové jízdenky IDS Pk, a to pouze ve spojení s papírovým dokladem. Časovou jízdenku IDS Pk bylo možno navazovat v hraniční stanici IDS na jízdenku dle tarifu Českých drah. Železniční stanice Hradec Králové hlavní nádraží (mimo území Pardubického kraje) tvořila takzvanou dojezdovou zónu 100 – jízdenky IDS Pk platily pro dojezd z Pardubického kraje do této stanice či odjezd z ní do Pardubického kraje, avšak ostatní královéhradecké železniční stanice ani MHD v Hradci Králové nebylo možno v rámci IDS Pk využít a na hradeckém hlavním nádraží se nevydávaly ani kontrolní doklady k čipové časové jízdence.
Na regionálních linkách a vlakových spojích tvořily stanice a zastávky na území Pardubic zónu 300 a MHD v Pardubicích zónu 301. Zónu 301 (pardubickou MHD) bylo možno využít pouze na čipovou časovou jízdenku s papírovým kontrolním dokladem vydaným Českými drahami a aktivovat pouze v kombinaci se zónou 300 a nejméně jednou zónou mimo Pardubice.
V IDS Pk byly integrovány spoje těchto autobusových dopravců:
- Arriva Východní Čechy a. s.
- Dopravní podnik města Pardubic a. s.
- ČSAD Ústí nad Orlicí a. s.
- Zlatovánek spol. s. r. o.
- Zdar a. s.
- František Pytlík – BUS Vysočina
- AP Tour – dopravní spol. s r. o.
- Josef Matějka – M + H Slatiňany

## Typy jízdních dokladů
Systém IDS Pk umožňoval na časovou jízdenku využít všechny druhy dopravních systémů zapojených do IDS.
Čipové karty umožňovaly slevu na jízdném o 2 Kč na jízdenku oproti platbě v hotovosti, čímž byly zvýhodněni pravidelní cestující, ještě výhodnější byly časové jízdenky.
Papírové jízdenky:
- Nepřestupní jízdenka pro jednotlivou jízdu – platba v hotovosti. Pouze v autobusové dopravě.
- Kontrolní doklad o čipové časové jízdence, vydávaný zdarma ve vybraných pokladnách Českých drah, byl nutný k jejímu použití ve vlacích Českých drah a v MHD Pardubice.[2] Kontrolní doklad nebylo možno k časové jízdence vydat dříve než v první den její platnosti.[2]

Jízdenky na čipové kartě:
- Přestupní jízdenka pro jednotlivou jízdu, platba elektronickou peněženkou (umožněn je jeden přestup – je omezen časovou platností (v minutách), ve které je možné realizovat přestup na území vyznačeném na jízdence); sleva 2 Kč oproti platbě v hotovosti. Elektronickou peněženku i přestupní jízdenku pro jednotlivou jízdu bylo možno použít pouze u autobusových dopravců.[2]
- Předplatní kupóny ve variantě 7denní, 30denní a 90denní.[2] Možnost neomezených přestupů mezi jednotlivými dopravními systémy v rámci zakoupené trasy (v zónách, pro které je jízdenka zakoupená) a v rámci časové platnosti jízdenky. Pro využití vlaků ČD nebo MHD v Pardubicích byl cestující nucen nechat si vystavit další, papírové „potvrzení“ na některé z vybraných pokladen ČD.

První nákup a aktivace časového kuponu byly možné pouze u vydavatele bezkontaktní čipové karty. U řidiče bylo možno dobít kartu (koupit si jízdenku na další období) pouze pro stejný druh jízdenky, stejný rozsah zón a stejně dlouhé časové období, pro jaké platila předchozí jízdenka – změnu bylo možné provést opět jen u vydavatele karty. Ve výdejnách jízdenek Českých drah nebyla úhrada časové jízdenky možná. Funkce elektronické peněženky byla společná pro všechny zúčastněné dopravce (tj. čerpat z ní bylo možno i u jiného dopravce, než u kterého byla částka nabita). Čipové karty na počkání vydával pouze dopravce Veolia Transport Východní Čechy v informační kanceláři v Chrudimi na autobusovém nádraží, s dodací lhůtou 7–10 dnů bylo možno o kartu požádat též v informačních kancelářích téže společnosti v Pardubicích a Holicích. Vydání karty podléhalo poplatku.
Byla připravována možnost nahrát jízdenku IDS Pk na In-kartu Českých drah, k realizaci však nedošlo. Integrace systému s Pardubickou kartou, používanou v pardubické MHD, nebyla za dobu existence IDS realizována.
Sleva 25 % pro osoby starší 65 let neplatily v MHD Pardubice a Chrudim, studentské a žákovské slevy platily v celém systému. V některých relacích mohli cestující zvolit též tarifní nabídku VYDIS, která se v některých oblastech se systémem IDS Pk překrývala.
Přechodem na systém IREDO byl v kraji opuštěn [zdroj?] systém bezkontaktních čipových karet a přestaly být vydávány elektronické časové jízdenky, protože IREDO používá výhradně papírové jízdenky.